# Соломон, Шалонда
Шалонда Соломон (англ. Shalonda Solomon; родилась 19 декабря 1985 года в Лос-Анджелесе) — американская легкоатлетка, бегунья на короткие дистанции. В составе сборной США стала чемпионкой мира 2011 года в эстафете 4×100 метров.

## Биография
Соломон училась в старшей политехнической школе Лонг-Бич в Калифорнии. В 2003 году, ещё будучи школьницей, она завоевала три золотых медали на Панамериканском чемпионате по лёгкой атлетике среди юниоров, проходившем на Барбадосе: в беге на 100 и 200 метров, а также в эстафете 4×100 метров. В 2004 году в итальянском городе Гроссето на чемпионате мира среди юниоров Соломон выиграла золотые медали в беге на 200 метров и в эстафете 4×100 метров. По итогам спортивного сезона 2003/2004 она получила приз Gatorde лучшей легкоатлетке США среди школьниц.
В 2004 году Соломон поступила в Университет Южной Каролины и стала выступать за университетскую сборную по лёгкой атлетике. В 2006 году Шалонда стала чемпионкой студенческой ассоциации в беге на 200 метров на открытом воздухе и в помещениях, а на чемпионате США заняла второе место, уступив Эллисон Феликс. Из-за травмы она не смогла защитить свои чемпионские титулы в 2007 году и вскоре стала профессиональной спортсменкой, подписав спонсорский контракт с Reebok.
В 2010 году Соломон вновь заняла второе место в беге на 200 метров на легкоатлетическом чемпионате США. На Континентальном кубке 2010 года, проходившем в Хорватии, она выиграла серебряную медаль в беге на 100 метров и в составе сборной Америки стала чемпионкой в эстафете 4×100 метров. В 2011 году Соломон выиграла чемпионат США в беге на 200 метров и завоевала право участвовать в чемпионате мира в корейском Тэгу, где она заняла 4-е место в беге на 200 метров и составе американской сборной выиграла эстафету 4×100 метров.

## Личные рекорды
| Вид        | Время | Место          | Дата          |
| ---------- | ----- | -------------- | ------------- |
| 100 метров | 10,90 | Клермонт, США  | 5 июня 2010   |
| 200 метров | 22,15 | Юджин, США     | 26 июня 2011  |
| 400 метров | 53,47 | Сан-Диего, США | 15 марта 2008 |

## Соревнования
| Год  | Чемпионат                    | Место             | Вид     | Время | Место |
| ---- | ---------------------------- | ----------------- | ------- | ----- | ----- |
| 2004 | Чемпионат мира среди юниоров | Гроссето, Италия  | 200 м   | 22,82 | 1-е   |
| 2004 | Чемпионат мира среди юниоров | Гроссето, Италия  | 4×100 м | 43,49 | 1-е   |
| 2010 | Континентальный кубок        | Сплит, Хорватия   | 100 м   | 11,09 | 2-е   |
| 2010 | Континентальный кубок        | Сплит, Хорватия   | 4×100 м | 43,07 | 1-е   |
| 2011 | Чемпионат мира               | Тэгу, Южная Корея | 200 м   | 22,61 | 4-е   |
| 2011 | Чемпионат мира               | Тэгу, Южная Корея | 4×100 м | 41,56 | 1-е   |